# Hybrydyzacja northern
Hybrydyzacja northern (ang. northern blot) – stosowana w biologii molekularnej metoda służąca do detekcji określonych sekwencji nukleotydów w RNA. Najczęściej stosuje się ją do wykrywania mRNA pochodzących z genów ulegających transkrypcji w komórce. Technika została opracowana przez Jamesa Alwine’a, Davida Kempa i George’a Starka z Uniwersytetu Stanforda w 1977 roku. Nazwa metody jest grą angielskich słów z nazwą wcześniejszej metody wykrywania sekwencji DNA, zwanej (od nazwiska twórcy, Edwina Southerna) hybrydyzacją Southerna (ang. southern – południowy; northern – północny).

## Metodyka

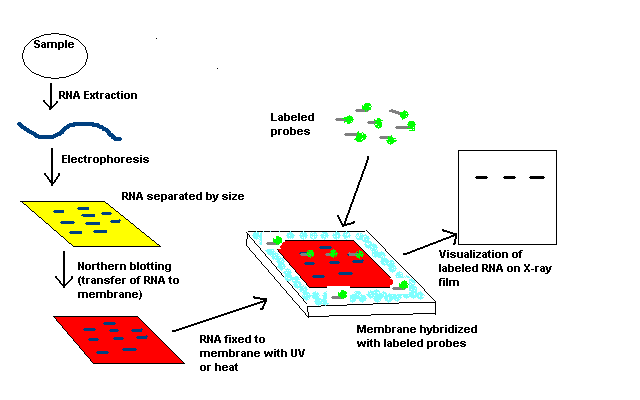
Schemat procedury metody northern

Procedura rozpoczyna się od izolacji RNA z materiału biologicznego (może to być np. zhomogenizowana tkanka, kultura komórkowa, izolowane organelle). Zależnie od eksperymentu można użyć całkowitego RNA lub oczyszczonej frakcji poli(A), która zawiera jedynie poliadenylowane RNA. W drugim podejściu próbka jest wzbogacona w cząsteczki mRNA w porównaniu z całkowitym RNA (gdzie ilościowo przeważają cząsteczki rRNA i tRNA), co pozwala na badanie genów o niskim poziomie ekspresji. Oczyszczanie frakcji poli(A) można przeprowadzić np. z użyciem celulozy z trwale związanym kwasem oligotymidynowym – oligo(dT).
Wyizolowany RNA poddaje się rozdziałowi elektroforetycznemu w warunkach denaturujących. Stosowane czynniki denaturujące to np. mieszanina glioksalu z DMSO, formaldehyd, formamid lub mocznik. Współcześnie najszerzej stosowane są żele agarozowe z dodatkiem formaldehydu albo poliakrylamidowe z dodatkiem mocznika. Te ostatnie pozwalają na rozdzielenie mniejszych cząsteczek RNA, stąd są używane przy detekcji tzw. małych RNA (ang. small RNAs np. siRNA, miRNA). 
Kolejnym etapem jest transfer RNA na membranę. W zależności od użytej metody rozdziału stosuje się transfer kapilarny (do żeli agarozowych) albo transfer w polu elektrycznym (do żeli poliakrylamidowych). Transfer kapilarny prowadzi się podobnie jak w metodzie Southerna – żel układa się na arkusz papieru filtracyjnego zanurzony w rezerwuarze roztworu do transferu, na żel kładzie się membranę (nitrocelulozową lub nylonową), którą pokrywa się kilkoma arkuszami papieru filtracyjnego i stosem suchych, papierowych ręczników. Na koniec całą konstrukcję przyciska się równomiernie ok. półkilogramowym obciążnikiem. Transfer prowadzi się zwykle kilkanaście godzin (12-16 h). Za transport odpowiadają siły kapilarne. Roztwór migruje pionowo od naczynia przez żel i membranę do papierowych ręczników, a wraz z nim wędrują cząsteczki RNA. Transfer w polu elektrycznym (analogiczny do stosowanego w metodzie western) stosuje się w przypadku żeli poliakrylamidowych. Przepływ prądu powoduje przeniesienie ujemnie naładowanych cząsteczek RNA z żelu na membranę.
RNA ulega adsorpcji na membranie dzięki oddziaływaniom hydrofobowym. Utrwalenie kwasów nukleinowych na membranie (po zakończeniu transferu) osiąga się przez wypiekanie w wysokiej temperaturze (dla membran nitrocelulozowych) lub naświetlanie lampą UV (dla membran nylonowych), co prowadzi do utworzenia wiązań kowalencyjnych między cząsteczkami kwasu nukleinowego a grupami funkcyjnymi na powierzchni membrany. Proces utrwalania jest znany w żargonie pod angielską nazwą cross-linking.
Ocena jakości RNA na membranie i  efektywności transferu jest możliwa dzięki barwieniu roztworem błękitu metylenowego.
Tak przygotowaną membranę umieszcza się w roztworze prehybrydyzacyjnym (blokowanie membrany), a następnie hybrydyzacyjnym – zawierającym sondę hybrydyzacyjną. Może nią być odcinek DNA lub RNA o sekwencji komplementarnej do wykrywanego fragmentu RNA. Sondę należy wcześniej wyznakować, by możliwa była jej detekcja. Najpopularniejsze są sondy znakowane radioaktywnie (izotopem 35P), używa się również sond znakowanych biotyną lub digoksygeniną. Po etapie hybrydyzacji membranę płucze się w celu usunięcia nadmiaru niezwiązanej sondy. Detekcję radioaktywnych sond prowadzi się z użyciem klisz fotograficznych. Sondy nieradioaktywne wykrywa się za pomocą streptawidyny (o bardzo silnym powinowactwie do biotyny) lub przeciwciał przeciwko digoksygeninie skoniugowanych z fluoroforem lub peroksydazą chrzanową (detekcja analogiczna do metody western).

## Zastosowania metody
Głównym zastosowaniem metody northern jest analiza ekspresji genów na poziomie RNA. Przez odpowiednie zaprojektowanie sondy można uzyskać informacje o m.in. wielkości danego transkryptu i jego prekursorów, produktach pośrednich splicingu, czy jego względnej ilości w komórce. Dzięki temu można porównać profil ekspresji wybranych genów w poszczególnych tkankach, na różnych etapach rozwoju lub zmiany ekspresji pod wpływem różnych czynników (na przykład stresu środowiskowego, leków, zakażenia patogenem).